# Christian Lindquist
Christian Lindquist, né le 5 août 1997 à Dragør au Danemark, est un coureur cycliste danois.

## Biographie
Christian Lindquist est le fils de Preben Lindquist, ancien champion du Danemark de cyclisme chez les juniors. Inspiré par son père, il prend sa première licence en 2007 au Amager Cykle Ring, vers l'âge de dix ans. 
En 2015, il se classe notamment septième du Sint-Martinusprijs Kontich et huitième de La Philippe Gilbert Juniors. Il intègre ensuite la formation Soigneur-Copenhagen, renommée Christina Jewelry-Kuma p/b Officine Mattio en 2017. Cette structure disparaît cependant en fin d'année. Christian Lindquist redescend alors au niveau amateur en 2018. 
En 2020, il termine huitième du championnat du Danemark sur route chez les élites. Après cette performance, il retrouve le niveau continental en 2021 au sein de l'équipe Restaurant Suri-Carl Ras. Bon grimpeur, il se distingue lors de la saison 2023 en remportant une étape du Tour international de Rhodes ainsi que le Lillehammer GP.

## Palmarès et résultats

### Palmarès par année
- 2023
  - 1re étape du Tour international de Rhodes
  - Lillehammer GP

### Classements mondiaux
| Année                                 | 2019  | 2020  | 2021 | 2022  | 2023  |
| ------------------------------------- | ----- | ----- | ---- | ----- | ----- |
| Classement mondial                    | 3244e | 1143e | nc   | 2217e | 1072e |
| UCI Europe Tour                       | 1979e | 886e  | nc   | 1395e | nc    |
|                                       |       |       |      |       |       |
| Légende : nc = non classéSource : UCI |       |       |      |       |       |